# Mizuchi

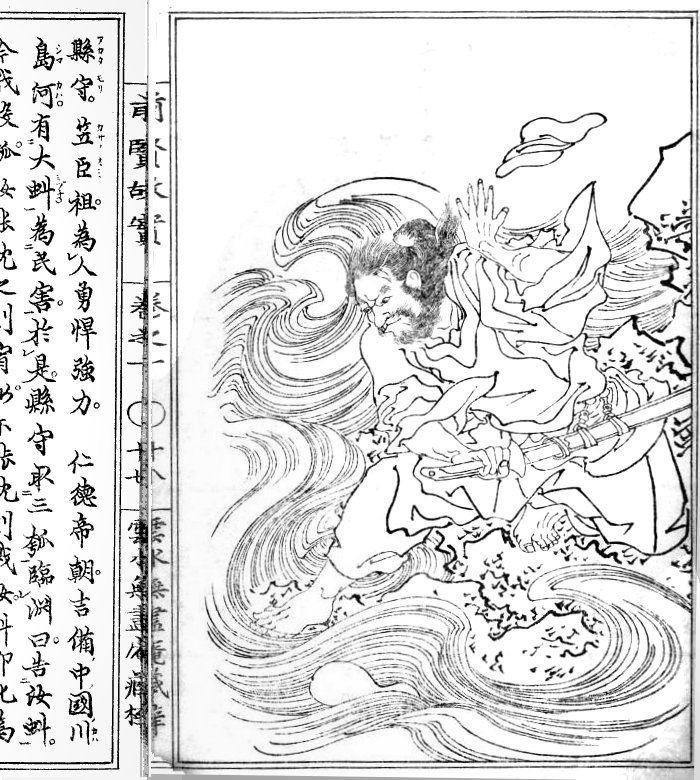
Agatamori che combatte mizuchi in piscina. Da Zenken kojitsu (1878)

Il Mizuchi Mizuchi (大虬, 蛟龍、蛟, 美都知?) è un tipo di drago cinese o creatura leggendaria simile a un serpente, che si trova nell'habitat acquatico o altrimenti collegato all'acqua. Alcuni commentatori hanno percepito che fosse una divinità dell'acqua. È descritto nell'antica pseudo-cronaca Nihon shoki e in una poesia di Man'yōshū.

## Etimologia
Nei tempi antichi si pronunciava mi-tsu-chi, composizione di mi, "acqua"; tsu, particella che significa "di" e del suffisso chi, "spirito", ossia "spirito dell'acqua".

## Rappresentazione dei caratteri cinesi
Mizuchi è anche la traslitterazione giapponese di diversi glifi cinesi, ogni glifo rappresenta presumibilmente un tipo di drago cinese: il cinese jiāolóng corrisponde al kōryū (蛟竜?) o "drago a 4 zampe", il cinese qíulóng al kyūryū (虬竜?) o kyūryū (虯竜?) o "drago senza corna" e il cinese chīlóng al chiryū (螭竜?) o "drago giallo".
F.J. Daniels avverte che per okami (龗) e mizuchi "non è sicuro dedurre le loro forme dai caratteri cinesi loro assegnati". Kunio Yanagita ha anche sottolineato che mentre l'uso di caratteri come 虬 può suggerire un essere simile a un serpente, va sottolineato che il mizuchi significa "spirito dell'acqua".

## Primi riferimenti
L'antica cronaca Nihongi contiene riferimenti a mizuchi. Sotto il 67 ° anno del regno dell'imperatore Nintoku (convenzionalmente datato 379 d.C.), si dice che nella provincia centrale di Kibi, in un bivio sul fiume Kawashima (川嶋河?), vecchio nome del fiume Takahashi nella Prefettura di Okayama), un grande serpente d'acqua o drago  (大虬?) abitava e respirava o vomitava il suo veleno, avvelenando e uccidendo molti passanti.
Questo mizuchi fu sterminato da un uomo di nome Agatamori (県守?), antenato del clan Kasa-no-omi (笠臣?). Si avvicinò alla pozza del fiume, lanciò tre zucche che galleggiarono sulla superficie dell'acqua e sfidò la bestia a far affondare queste zucche, minacciando di ucciderlo se fallisse. La bestia si trasformò in un cervo e cercò senza successo di affondarlo, per cui l'uomo uccise il mostro. La storia continua dicendo: "...Cercò inoltre i compagni del drago d'acqua. Ora la tribù di tutti i draghi d'acqua riempiva una caverna sul fondo della piscina. Li uccise tutti e l'acqua del fiume si trasformò in sangue. Quindi quell'acqua fu chiamata la pozza di Agatamori ".
Anche un dio del fiume riportato in Nintoku 11 (presumibilmente nel 323 d.C.) è considerato dai commentatori un mizuchi, a causa di circostanze parallele. In quell'anno la diga di Mamuta costruita lungo il fiume Yodo continuava a essere interrotta e l'Imperatore guidato da un sogno oracolare ordinò che due uomini, Kowa-kubi della provincia di Musashi e Koromo-no-ko della provincia di Kawachi, venissero cercati e sacrificati al Dio del fiume o  Kawa-no-kami (河伯?). Uno degli uomini, che resistette al sacrificio, utilizzò la zucca galleggiante e sfidò il Dio del fiume ad affondarla come prova per dimostrare che era veramente la volontà divina che lo richiedeva come sacrificio. Venne un uragano e provò, ma la zucca volò via, e così si era liberato dalla morte usando il suo ingegno. Sebbene il dio del fiume non sia chiamato mizuchi nella sorgente, Aston ha considerato il dio del fiume (Kawa-no-kami) e il mizuchi come equivalenti.
Visser conclude, "Da questo passo abbiamo imparato che in tempi antichi i sacrifici umani venivano fatti agli dei fluviali a forma di drago". Michael Dylan Foster suggerisce che questo è " forse la prima apparizione documentata dello spirito dell'acqua che potrebbe diventare famosa in Giappone come la kappa".
Un mizuchi è menzionato anche nel Man'yōshū, l'antica raccolta di poesie giapponesi. La poesia tanka #3833 composta da Prince Sakaibe può essere liberamente parafrasata per significare "Potrei cavalcare una tigre per saltare sopra la Vecchia Baracca, verso la pozza verde, per abbattere il drago mizuchi lì, se solo avessi una spada in grado di fare proprio questo".

## Studi folcloristici
Polymath Minakata Kumagusu, nel suo saggio Studio sui dodici animali dello zodiaco cinese (十二支考?, Jūnishi kō: mi(hebi)) afferma "Anche nel nostro paese (Giappone), i vari serpenti che dimoravano vicino all'acqua ed erano temuti dalla gente sembravano essere stati chiamati mizuchi, o "padroni dell'acqua".  Qui Minakata concorda con lo studioso del periodo Edo Motoori Norinaga che il -chi è un suffisso onorifico che ha valenza di "spirito".

### Corruzione in kappa
Minakata ipotizzò anche che in alcune parti del paese i mizuchi finissero per essere considerati creature del tipo kappa. Questo perché le creature kappa sono conosciute localmente con molti nomi che suonano molto simili a mizuchi, come mizushi (ex provincia di Noto, prefettura di Ishikawa), medochi (regione di Nanbu, parti di Iwate, Aomori, Akita), mintsuchi (Ezo, ora Hokkaidō).
Inoltre, nella tradizione della provincia di Echigo (Prefettura di Niigata), si diceva che il kappa aborrisse la zucca da vino, che ricorda gli episodi di Nihon Shoki dove il dio del fiume o mizuchi viene sfidato a sommergere le zucche. Osservazioni simili sono fatte dai folcloristi Yanagita e Jun'ichiro Ishikawa.
Minakata fu anche incoraggiato dal fatto che il serpente e il kappa (insieme alla suppon, tartaruga dal guscio molle) erano raggruppati come tre creature note per uccidere gli umani nell'acqua nel saggio di Asakawa Zen'an, Zen'an zuihitsu e ipotizzava che in passato esistesse una tradizione in cui i serpenti sacri che erano "padroni del corpo d'acqua" si sarebbero trasformati in forme umane e avrebbero causato il caos, ma termini come mizushi furono riservati ai genere kappa, mentre i termini per riferirsi ai "padroni del corpo d'acqua" come mizuchi sono stati dimenticati.

## Nella cultura popolare
Mezzi di trasporto
- Kōryū (sottomarino) ( (蛟竜?)), (sinonimo di mizuchi), un ex sottomarino della Marina giapponese.
- Jialong - sottomarino cinese

Letteratura
- Mizuchi (水霊 ミズチ?) -  romanzo horror del 1998 di Hirohumi Tanaka

Manga e anime
- Yakumo tasta - Serpente marino (水蛇?, Mizuchi)  è una delle sette spade divine.
- Kitaro dei cimiteri - un kōryū (sin. Mizuchi) appare come avversario.
- Il talismano - il personaggio Shizuku è un mizuchi.
- Wagaya no Oinari-sama - Una sacerdotessa miko è posseduta da un mizuchi.
- Samurai Deeper Kyo - Demon Eyes Kyo usa un attacco chiamato "mizuchi " nel suo stile di combattimento con la spada. Confronta il giapponese kōryū o kōryō蛟 竜 "drago della pioggia; genio nascosto; siluro Kaiten ".
- Noragami - il personaggio Nora è chiamato Mizuchi da Father e viene spesso mostrato mentre cammina sull'acqua.
- La città incantata (anime, film) - il personaggio Haku sembra un Mizuchi ed è uno spirito del fiume.

Videogiochi
- Mah-jong Fight Club  - il personaggio del giocatore diventa kōryū (uno dei veri draghi) quando vengono soddisfatte determinate condizioni.
- Monster Hunter 2  - un drago anziano chiamato Ōnazuchi è una versione di mizuchi; chiamato Chameleos nelle piattaforme in lingua inglese.
- Neo Geo Battle Coliseum  - un protagonista di nome Mizuchi, un clone di Orochi da The King of Fighters '97
- Ōkamiden - un drago d'acqua che era il guardiano di un villaggio sul mare.
- Nioh 2  - c'è uno spirito guardiano del drago d'acqua chiamato Mizuchi che il giocatore può infondere nei personaggi per ottenere protezione ed effetti speciali.[3]
- Sakuna: Of Rice and Ruin - L'antagonista e boss finale è un drago d'acqua a tre teste chiamato Omizuchi. Il prefisso o- è un onorifico giapponese (keigo).